# エドワード・コルストン
エドワード・コルストン（英語: Edward Colston, 1636年11月2日 - 1721年10月11日）はイギリスの商人、トーリー党の国会議員、篤志家、奴隷取引家である。1340年代からブリストルに住む商人の家系に生まれ、長じてから自身も商人となり、当初はスペイン、ポルトガル、その他のヨーロッパの港を中心に、ワイン、果物、布などの貿易を行った。1680年には、イギリスのアフリカ奴隷貿易を独占していた王立アフリカ会社に加入したことで、奴隷貿易に大きく関与するようになった。彼は1689年に会社の最高職である副総督に就任した。彼の資産のうちどの程度が奴隷貿易に由来していたのか正確な所は不明であるが、彼が奴隷貿易に関与して財を成したことは事実である。
コルストンは奴隷貿易で得た資産を元手に、ブリストル、ロンドン、その他の場所で学校、病院、救貧院、教会を支援し、寄付した。彼の名前は、ブリストルのいくつかのランドマーク、通り、3つの学校、そしてコルストン・バンズによって記念されている。1895年には彼の像が建立されたが、20世紀後半に彼が大西洋奴隷貿易に関与していた事が認識される様になるとランドマークの名称変更を求める抗議や嘆願が続き、2020年6月、彼の像が倒されブリストル湾に投棄された事で最高潮に達した。彼が設立した慈善財団に触発されて設立された財団は現在でも存続している。

## 生い立ち
コルストンは1636年11月2日にブリストルのチャーチ・ストリートで生まれた。彼は少なくとも11人、おそらく15人の子供の長男である。彼の両親は、1643年にハイシェリフ・オブ・ブリストルを務めた豪商ウィリアム・コルストン（1608年生、1681年没）と、エドワード・バッテンの娘である妻サラ（1608年生、1701年没）であった。エドワード・バッテンはイングランド内戦の時期までブリストルで育ち、その頃にはブリストルのすぐ北にあるウィンターボーンにある父親の所有地にしばらく住んでいたと思われる。一家はその後ロンドンに移り、エドワードはクライスツ・ホスピタルの学校の生徒だったという説もある。

## キャリア
絹物商のリヴァリ・カンパニー(Worshipful Company of Mercers)で8年ほど働き、1672年にロンドンから商品を売り出すようになった。スペイン、ポルトガル、イタリア、アフリカなどと布、油、ワイン、シェリー酒、フルーツなどを交易した。1680年には西アフリカで金、銀、象牙、奴隷を取引する権限を有する王立アフリカ会社のメンバーの一人となる.。
会社役員会で急速に昇進し、1689年から1690年には会社の実質的な経営者である副総督(Deputy Governor)に就任。1692年に王立アフリカ会社を退社した。この王立アフリカ会社とは国王チャールズ2世と王弟ヨーク公ジェームズ（後のジェームズ2世）が創立した企業でジョン・ロックやサミュエル・ピープスなどの投資家を含んでいた。
コルストンは王立アフリカ会社に参加している間（1680年から1692年）、西アフリカで奴隷貿易を行い、8万4000人（1万2000人の子供を含む）のアフリカ黒人を輸送し、うち1万9000人はカリブ海の船の中で死に、残りはアメリカ大陸へ送られていった。船の状態のために船員の死亡率も高く、しばしば奴隷より死亡率が高いこともあった。アメリカ大陸に到着した黒人奴隷たちはプランテーションに売却された。特にカリブ海の砂糖プランテーションは西アフリカと気候が似ていたので同国人の労働力よりも条件に適しており、また英国の年季奉公人や賃金労働者よりもはるかに安価に維持できた。
両親はブリストルで暮らしており、ブリストル地方行政府に多額の金を貸した。ブリストル市の貿易商人協会の一員となり、また自治都市市民にもなった。1684年にはブリストルのセント・ピーターズ・チャーチ・ヤードにある精糖工場のパートナーとなり、セントクリストファー島で黒人奴隷が生産した砂糖を出荷した。ただ彼はブリストルに居住しておらず、1708年に引退するまでサリー州モートレイクにあった。
オックスフォード英国人名事典によれば、コルストンは奴隷の売買で多くの財産を築いたと考えられている。 モーガンによれば、奴隷貿易と奴隷が生産する砂糖への関与から得た彼の富の割合は不明であり、さらなる証拠が出ない限り推測の域を出ない。この収入だけでなく、彼は上記の他の商品の取引、貸金業からの利子、そして最も可能性の高い、その他の慎重な金融取引からも収入を得ていた。

## 慈善活動と政治

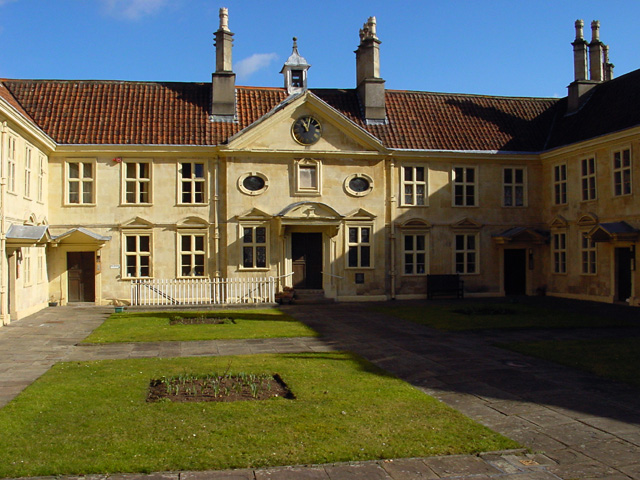
コルストンズ・アルムスハウス

コルストンはブリストル、ロンドン、その他の場所で学校、慈善施設、病院、教会を支援し、寄付を行った。コルストンは、彼の宗教的・政治的見解を共有していない人々への利益にならないよう、自身の慈善事業を構成した。彼の慈善財団の多くは今日まで存続している。
ブリストルでは、キング・ストリートの救貧院とセント・マイケルズ・ヒルのコルストンズ・アルムスハウスを設立し、クイーン・エリザベス・ホスピタルの学校に寄付し、1710年、寄宿学校コルストンズ・ホスピタルの設立を支援した。彼は学校の維持のためにマーチャント・ヴェンチュラー協会が管理する基金を残した。彼はテンプル・スクール（そのうちの1校はセント・メアリー・レッドクリフ・アンド・テンプル・スクールとなった）やブリストルの他の地域の学校、いくつかの教会や大聖堂に資金を提供した。トーリー党の熱心な支持者であり、1710年イギリス総選挙ではブリストル選挙区におけるトーリー党有力候補として挙げられた。コルストンは老齢（1710年時点で74歳だった）を理由に立候補を辞退したが、熱心な市民がコルストンの同意なしに彼を立候補させ、当選を果たした。しかし、老齢だったため議会ではほとんど活躍できず、ブリストルを代表して請願を庶民院に提出することが主な活動だった。1713年イギリス総選挙では出馬せず、議員を退任した。
1808年にデビッド・ヒューソンは、コルストンを「ブリストル市の偉大な恩人であり、彼が生きている間に慈善団体に7万ポンド以上を費やした」と評している。
275年にわたってコルストンを記念した慈善団体を運営していたコルストン協会は、2020年に解散を決定した。

## 死去

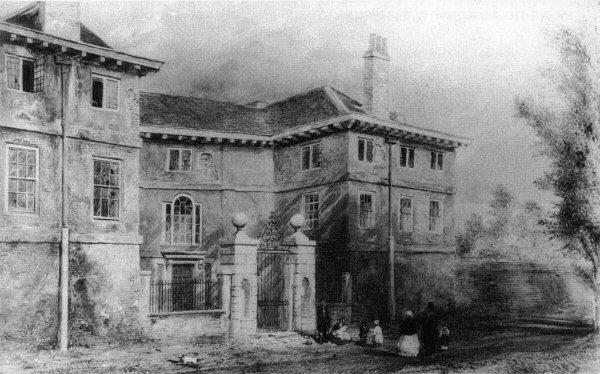
コルストンが1721年に没したモートレイクのクロムウェル・ハウス

84歳になったコルストンは1721年10月11日、モートレイクの自宅（旧）クロムウェル・ハウス（1857年に取り壊し）で没した。彼の遺言では、派手でないシンプルな葬儀を望んでいたが、この指示は無視された 。彼の遺体はブリストルに運ばれ、オール・セインツ教会に葬られた。彼の記念碑はジェームズ・ギブスがデザインし、ジョン・マイケル・リスブラックが彫った彫像が飾られている。生涯未婚であり、1720年5月に遺言状を書いたときは同名の甥エドワードの一人娘サラ(Sarah)を相続人に指定したが、サラが1721年1月に死去したため、代わりに姉妹メアリーの娘メアリー（トマス・エドワーズの妻）に遺産を譲った。

## 現代における再評価
少なくとも1990年代以降、奴隷貿易におけるコルストンの役割の認識が高まるにつれ、ブリストルにおけるコルストンの顕彰に対する批判が高まっている。

### 銅像

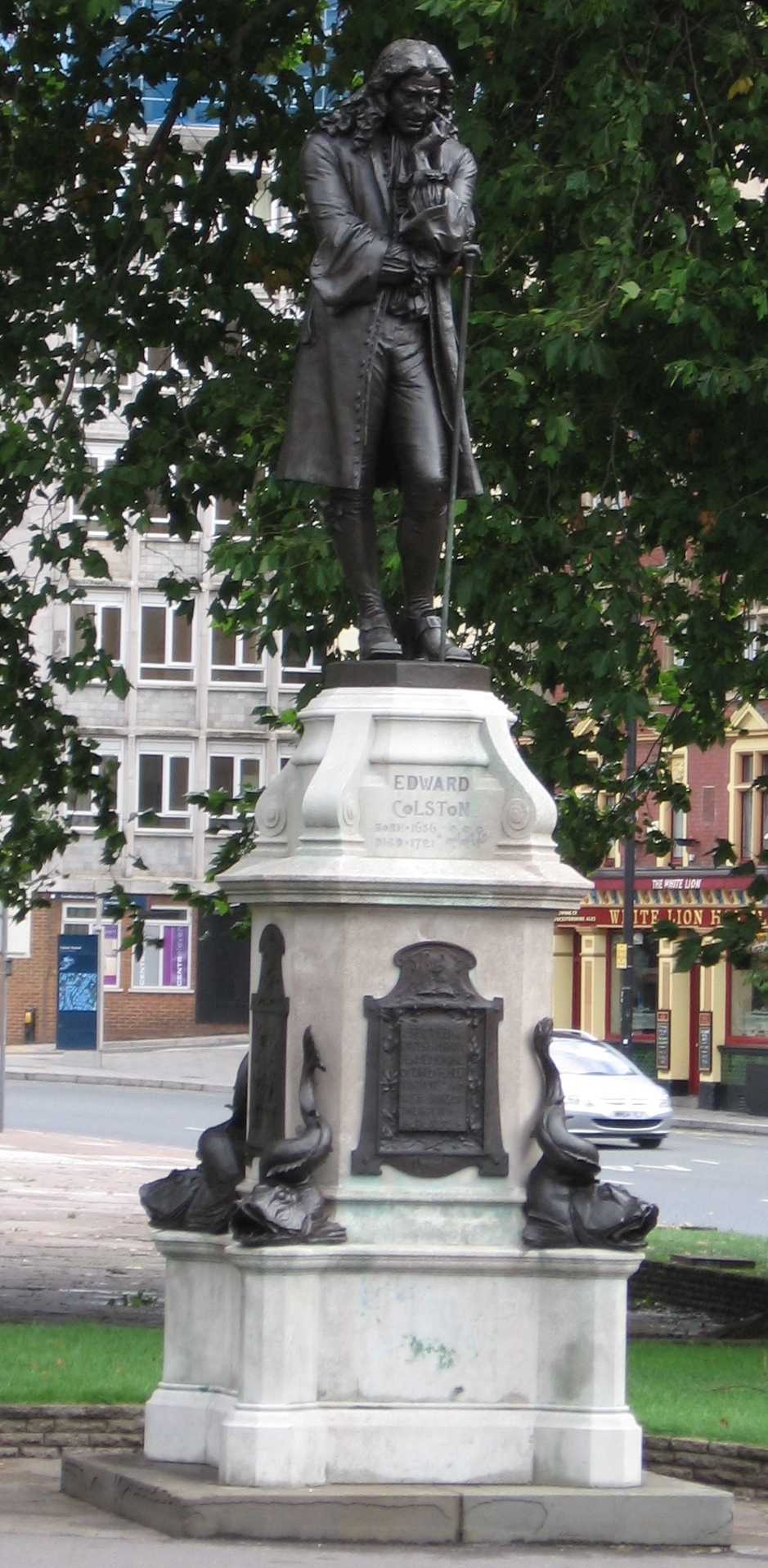
ブリストルのザ・センターにあったエドワード・コルストン像（1895年建立、2020年破壊）

コルストンの死から174年後、ジョン・キャシディ制作の像は、コルストンの慈善活動を記念して1895年にブリストル中心部に建てられた。
エドワード・コルストンを記念した銅像建立のアイデアは、地元実業家であり錨協会の会長でもあるジェームズ・アロースミスの物だった。
遅くとも1990年代以降 、この像の撤去を求める運動が行われ、コルストンが奴隷貿易で利益を得ていた事を考慮すると不名誉な記念碑であると表現されてきた。 請願書が流通し、2018年にはブリストル西選挙区の労働党議員であるタンガム・デボネールがブリストル市議会に書簡を提出し、像の撤去を求めた。 2018年10月18日、イギリスの反奴隷の日にちなみ、コルストンに代表される歴史上の奴隷取引と現代の奴隷を対比した非公式のアートインスタレーションが像を取り囲んだ。それはフルーツピッカーやネイルバーワーカーなどの現代の奴隷が典型的に行っている仕事のリストのボーダーで囲まれた奴隷船のように配置された約100人の仰臥位の人物を描いたもので、数ヶ月間残った 。 別のインスタレーションでは、ボールと鎖が像に取り付けられていた。
2018年には、地域社会の関与を得てコルストンの歴史をより多くの人々に知らせるために、像のために公式の銘板が手配された 。 保守党のリチャード・エディ議員と貿易商人協会（コルストンが所属していた組織で2016年までコルストンの遺髪と爪を本部で展示していた）はこの文言に異議を唱え、とりわけ、トーリー党議員としてのコルストンの役割と彼の慈善活動の選択的な性質についての言及を削除し、彼が人身売買した数千人の子供たちの正確な数と年齢について異議を唱える事で成功をおさめた。 この銘板は貿易商人協会の大きな関与を得て書き直されたが、その文言はブリストル市長のマーヴィン・リースによって拒否され、同協会がプロセスに多くの発言権を持ちすぎていると見た同市長は、銘板の作成に地域社会のより多くの部分が関与するよう指示した。像が倒された後、貿易商人協会は銘板の書き換えに関与する事は「不適切だった」と認めた。
2020年6月7日、イギリスにおける2020年反人種差別デモの抗議活動中にデモ隊によってコルストン像が倒され、ブリストル湾に投げ込まれた。 歴史家でありテレビ司会者でもある、マンチェスター大学教授のデイビッド・オルソガは、もっと早く取り壊されるべきだったとコメントしている。「像は、『この人は偉大なことをした偉大な人だった』と言うためのものだ。それは真実ではない。彼（コルストン）は奴隷商人であり殺人者だった。」 内務大臣のプリティ・パテルは、像の破壊を「全く不名誉な事」と呼び、「人々が実際に抗議している大義名分から目を逸らす無秩序、公共の混乱の行為を物語っている」と述べた。
像が撤去された後、ポール・スティーブンソンOBEの像を建立しようとする請願が始まった。ブリストルの元青年労働者は、1963年のブリストル・バス・ボイコットに尽力した黒人である。この運動はアメリカのモンゴメリー・バス・ボイコット事件に触発された物で、ブリストルのバス会社での違法な有色人種雇用禁止に終止符を打った。

### その他の顕彰
コルストンの名は、コルストンズ・アルムスハウス、コルストン・タワー、コルストン・ホール（2020年まで）、コルストンアベニュー（Colston Avenue）、コルストン・ストリート、バンズのコルストン・バンズ、コルストンズ・ガールズスクール、コルストンズ・スクール（Colston's School）、コルストンズ・プライマリースクール（2018年まで）、テンプル・コルストン・スクール（現、セント・メアリー・レッドクリフ・アンド・テンプル・スクールの一部）などのランドマークで街に浸透している。また、特に一部の学校や慈善団体、貿易商人協会では、1639年に貿易商人協会に王室の公認が与えられたことを祝う「コルストンの日」（11月13日）に、セント・スティーブンズ教会で行われる礼拝で、彼のことが偲ばれている。地域のバンズであるコルストン・バンズは彼にちなんで名付けられている。 1843-46年に建設されたブリストル・ギルドホールの外観には彼の像がある。 セント・メアリー・レッドクリフの北側袖廊には、彼を偲ぶためにクレイトン・アンド・ベルによって1870年に作られた善きサマリア人を題材としたステンドグラスの窓がある。 また、ブリストル大聖堂の窓はコルストンの思い出に捧げられていたが、2020年6月、ブリストル大司教は聖公会ブリストル教区が窓からコルストンへの言及を削除する事を発表した。
2017年4月、コルストン・ホールを運営する慈善団体であるブリストル・ミュージック・トラストは、2020年に改装を終えて再開場する際、コルストンの名称を除く事を発表した。名前の変更を求める抗議や嘆願があり、一部の聴衆やアーティストはコルストンの名前を理由に会場をボイコットしていた。 この決定を受けて、コルストンの名前を維持するよう求める嘆願は1万人近くの署名に達したが、慈善団体は名称変更が行われる事を確認した。ホールは3年間の協議を経て、2020年9月にブリストル・ビーコンと改称された。
2017年11月、何十年にもわたる議論の末、貿易商人商会が資金提供を行っているコルストン・ガールズスクールは、コルストンの名前を外す事は学校にとって「何の利益にもならない」という理由で、コルストンの名を外さない事を発表した。 2018年夏、生徒や保護者との協議の結果、コルストン小学校はコタム・ガーデンズ・プライマリースクールと改称し、ブリストルの組織としては初めて改称の動きを示した。2019年2月、セント・メアリー・レッドクリフ・アンド・テンプル・スクールがコルストンにちなんだスクールハウスの名称を、アメリカの数学者キャサリン・ジョンソンにちなんだ物に改称すると発表した。